# CUPS
CUPS (původně akronym pro Common UNIX Printing System) je modulární tiskový subsystém pro unixové operační systémy, který umožňuje, aby počítač fungoval jako tiskový server. Počítač, na kterém běží CUPS, je server, který může přijímat tiskové úlohy z klientských počítačů, zpracovávat je a posílat na vhodnou tiskárnu.
CUPS sestává z tiskového spooleru a plánovače, systému filtrů, který konvertuje tisková data na formát, kterému bude tiskárna rozumět, a proces v pozadí, který posílá výsledná data na tiskové zařízení. CUPS používá jako základ pro řízení tiskových úloh a tiskové fronty Internet Printing Protocol (IPP). Poskytuje také tradiční rozhraní příkazového řádku pro tiskové subsystémy System V a BSD, a poskytuje podporu pro tiskový systém Berkeley Line Printer Daemon protocol a omezenou podporu pro protokol Server Message Block (SMB). Správci systému mohou konfigurovat ovladače zařízení, které CUPS poskytuje editováním textových souborů ve formátu Adobe PostScript Printer Description (PPD). Ke konfiguraci CUPS existuje množství uživatelských rozhraní pro různé platformy, včetně zabudovaného WWW rozhraní. CUPS je svobodný software šířený pod licencí Apache.

## Grafické konfigurační nástroje
Pro konfiguraci CUPS existuje několik nástrojů.

### WWW rozhraní pro konfiguraci CUPS

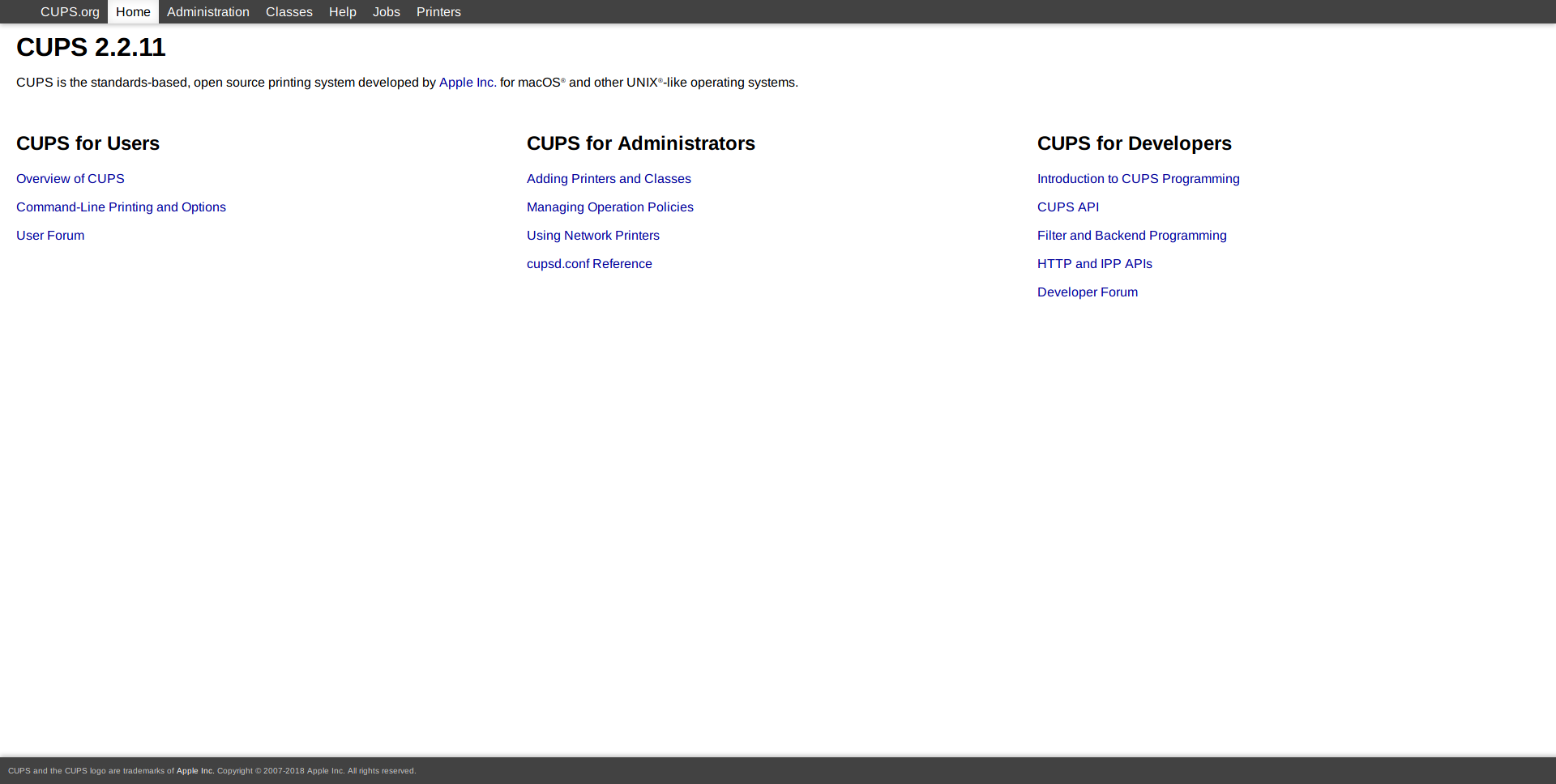
WWW rozhraní pro konfiguraci CUPS

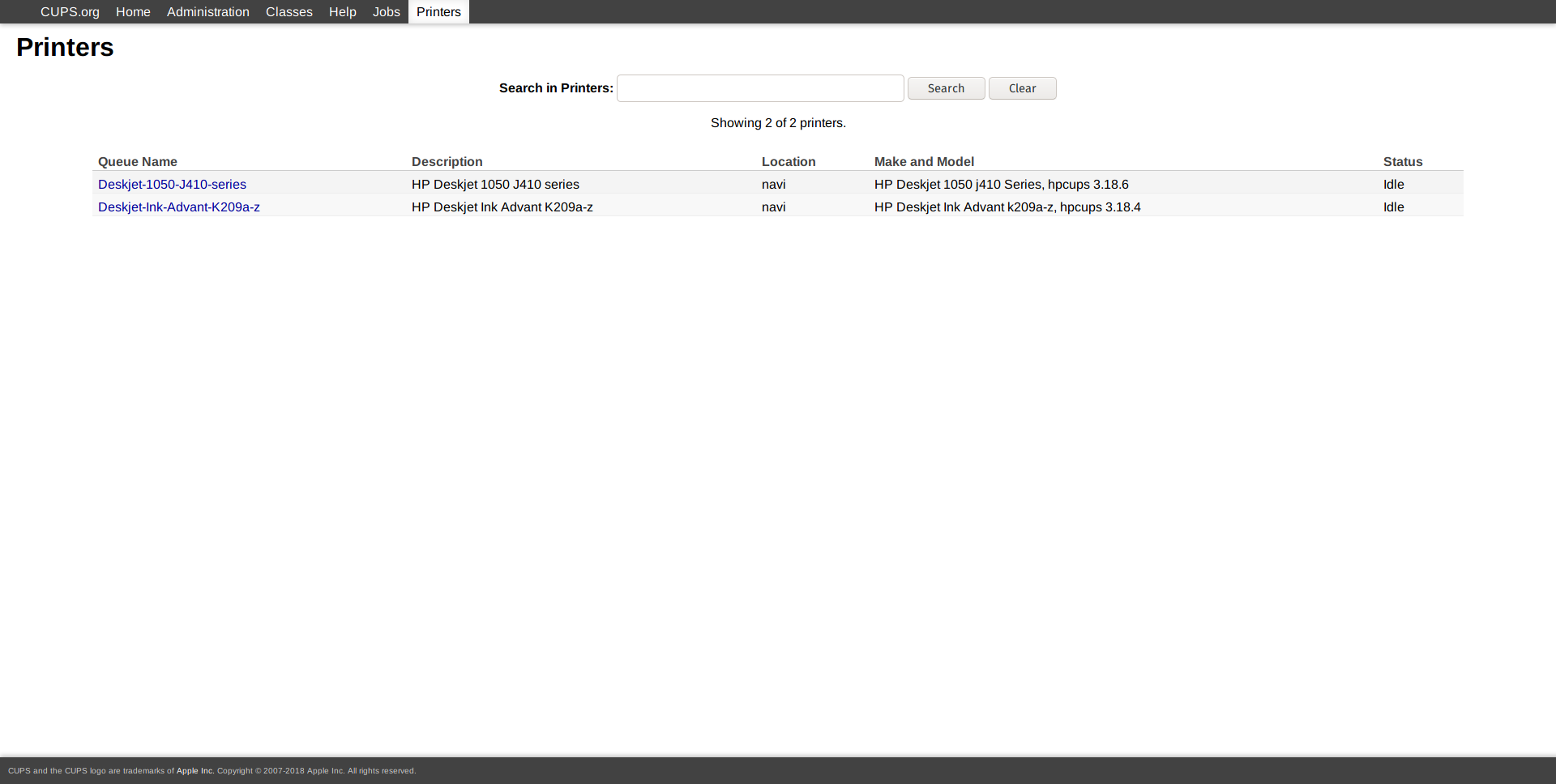
Informace o tiskárnách ve WWW rozhraní pro konfiguraci CUPS

Na všech platformách je dostupné WWW rozhraní pro správu CUPS, které běží na TCP portu 631. To je zvláště vhodné pro organizace, které potřebují monitorovat tiskové úlohy a přidávat tiskové fronty a tiskárny na dálku.
CUPS 1.0 poskytovalo jednoduché rozhraní pro WWW prohlížeče pro definici tříd, úloh a sledování tiskáren.
CUPS 1.1 nahradil toto rozhraní vylepšeným rozhraním pro správce, které uživatelům umožňuje přidávat, měnit, mazat, konfigurovat a kontrolovat třídy, úlohy a tiskárny.
Od verze 1.2 CUPS poskytuje přepracované WWW rozhraní, které se vyznačuje lepší čitelností a návrhem, podporou automatického odhalování tiskáren, lepším přístupem k systémovým žurnálům a pokročilým nastavením.

### GNOME

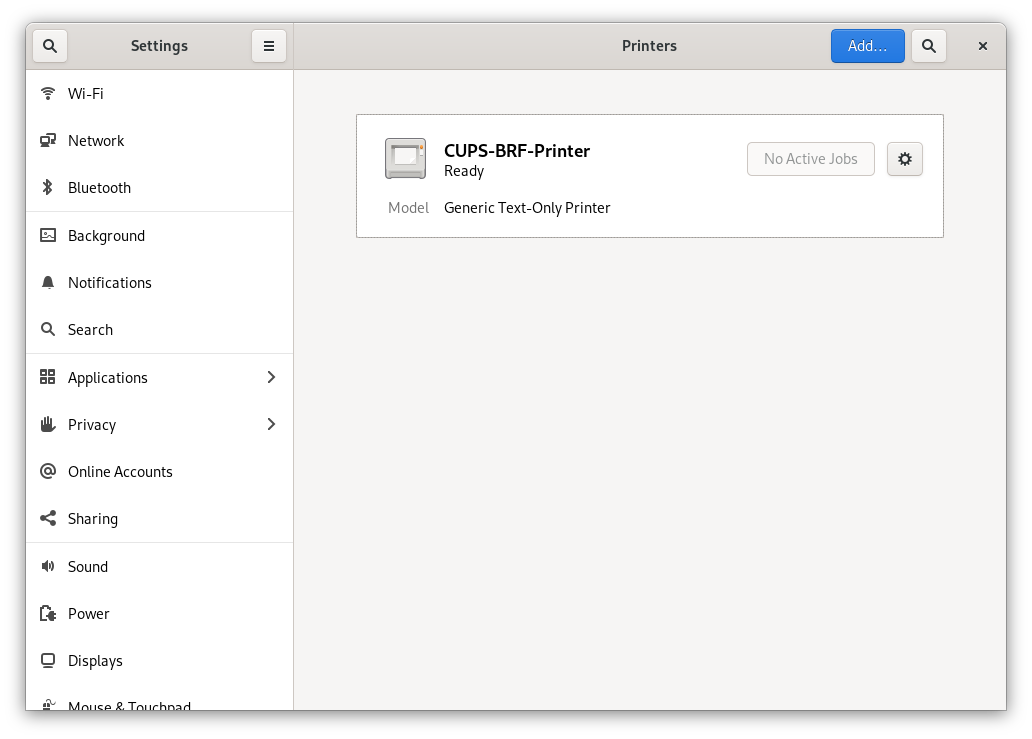
GNOME nastavení ve verzi 40

Počínaje GNOME 3 je tisk pomocí CUPS zpřístupněn v aplikaci Settings (Nastavení), která je součástí GNOME Core Applications. Pomocí GUI lze do CUPS přidávat tiskárny a řídit tiskárny a fronty. Před GNOME verze 3 se pro tyto úlohy používalo GNOME Print Settings (dříve nazývané CUPS Manager).
Widget toolkit GTK+ pro GNOME obsahoval od roku 2006 od verze 2.10 zabudovanou podporu tisku používající CUPS.

### KDE

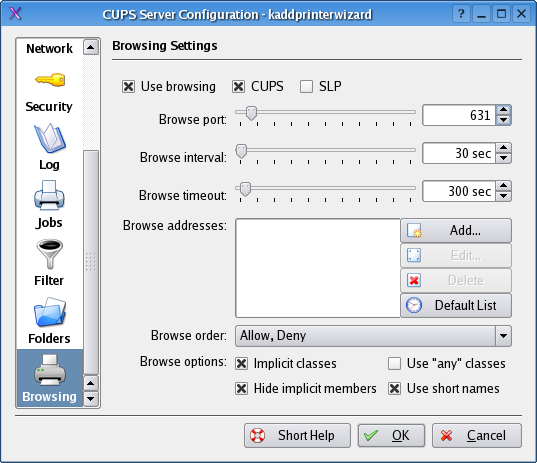
KDEPrint

KDEPrint framework for KDE obsahuje různé grafické nástroje, které fungují jako uživatelské rozhraní pro CUPS a umožňují správu tříd, tiskových front a tiskových úloh; obsahuje mimo jiné wizard pro přidání tiskárny. KDEPrint se poprvé objevilo v KDE 2.2.
KDEPrint podporuje několik různých tiskových platforem, a CUPS patří mezi nejlépe podporované. Nahrazuje qtcups, předchozí verzi podpory tisku v KDE, a je zpětně kompatibilní s tímto modulem KDE. Od roku 2009 slouží jako hlavní nástroj pro odesílání úloh na tiskové zařízení program kprinter ovládaný dialogovými okny; je možné jej spustit i z příkazového řádku. KDEPrint obsahuje systém pro předběžné filtrování všech úloh, než jsou předány systému CUPS nebo pro vlastní zpracování úloh, např. pro konvertování souborů do formátu PDF. Tyto filtry popisuje dvojice Desktop/XML souborů.
Hlavními součástmi KDEPrint jsou:
- Okno Print Dialog, které umožňuje měnit vlastnosti tiskárny
- Print Manager, který umožňuje řídit tiskárny, např. přidávat a odstraňovat tiskárny s pomocí Add Printer Wizard
- Job Viewer/Manager, který řídí tiskové úlohy, např. pozastavení/obnovení tisku, zrušení nebo přesun na jinou tiskárnu
- Modul konfigurace CUPS (zabudovaný do KDE)